# Ryssilja
Ryssilja (Conioselinum tataricum) är en växtart i släktet ryssiljor och familjen flockblommiga växter. Den beskrevs av Georg Franz Hoffmann.
Arten är en perenn ört som förekommer i centrala och östra Europa, tempererade Asien och längs Nordamerikas västkust. Den förekommer i Norge men är ej påträffad i Sverige.